# Glimlach

«Mona Lisa», Leonardo da Vinci, c 1503 (Louvre)

Een glimlach wordt voornamelijk gevormd door de spieren aan de zijkanten van de mond te buigen. Sommige glimlachen omvatten een samentrekking van de spieren in de ooghoeken, een actie die bekend staat als een Duchenne-glimlach.
Bij mensen is glimlachen een uitdrukking die plezier, gezelligheid, geluk, vreugde of amusement aanduidt. Het onderscheidt zich van een vergelijkbare maar meestal onvrijwillige uitdrukking van angst die bekend staat als een grimas. Hoewel interculturele studies hebben aangetoond dat glimlachen wereldwijd een communicatiemiddel is, zijn er grote verschillen tussen verschillende culturen, religies en samenlevingen, waarbij sommigen glimlachen gebruiken om verwarring of schaamte over te brengen.